# Kammatwa
Kammatwa (Wiruhikwairuk'a, Gamutwa, Hamburg Indijanci), jedna od pet plemenskih skupina pravih Shasta Indijanaca koji su u vrijeme kontakta živjeli na rijeci Klamath u Kaliforniji od Scott Rivera do doline Seid Valley.  
Prema Steelu u Ind. Aff. Rep. (p. 120, 1865), njihovo vlastito ime za sebe je I-ka (u izvoru pogrešno otiskano T-ka). Sela su im se nalazila na obje obale Shaste, na sjevernoj obali to su: Aika, Asouru, Awa, Chitatowoki, Harokwi, Ishui, Ishumpi, Itiwukha, Kutsastsus, Okwayig, Opshiruk, Sumai, Umtahawa, Ututsu i Waukaiwa; na južnoj: Arahi, Asurahawa, Eras, Kwasuk.